# Beigou Linchang
Beigou Linchang (kinesiska: 北沟林场) är en bondby i Kina. Den ligger i provinsen Heilongjiang, i den nordöstra delen av landet, omkring 390 kilometer nordost om provinshuvudstaden Harbin. Antalet invånare är 159. Befolkningen består av 73 kvinnor och 86 män. Barn under 15 år utgör 7,0 %, vuxna 15-64 år 79 %, och äldre över 65 år 13,0 %.
Runt Beigou Linchang är det glesbefolkat, med 14 invånare per kvadratkilometer. Närmaste större samhälle är Wulaga, 7,8 km öster om Beigou Linchang. I omgivningarna runt Beigou Linchang växer i huvudsak blandskog.
Genomsnittlig årsnederbörd är 1 046 millimeter. Den regnigaste månaden är juli, med i genomsnitt 261 mm nederbörd, och den torraste är januari, med 9 mm nederbörd.